# Exorcisten
Exorcisten (originaltitel: The Exorcist) är en amerikansk skräckfilm från 1973 i regi av William Friedkin, efter ett manus av William Peter Blatty, baserad på hans roman med samma namn från 1971. I huvudrollerna ses Ellen Burstyn, Max von Sydow, Jason Miller och Linda Blair. Berättelsen följer en ung flickas demoniska besatthet och hennes mors försök att rädda henne genom en exorcism av två katolska präster. Boken är löst baserad på ett verkligt fall av exorcism som ägde rum 1949.
Blatty, som också producerade, och Friedkin, hans val som regissör, hade svårt att rollbesätta filmen. Deras val av relativt okända Burstyn, Blair och Miller, istället för stora stjärnor, mötte motstånd från Warner Bros. chefer. Filmfotograferingen var också svår, då den ägde rum i både heta öknar och kalla studior. Många skådespelare och filmarbetare skadades, några dog och ovanliga olyckor försenade inspelningen. Produktionen tog dubbelt så lång tid som planerat och kostade nästan tre gånger den ursprungliga budgeten. De många missöden har lett till en tro på att filmen var förbannad.
Exorcisten släpptes på 24 biografer i USA den 26 december 1973. Recensionerna var blandade, men publiken köade i långa led i vintervädret; de utsålda föreställningarna var ännu mer lönsamma för Warner, eftersom de hade bokat in filmen i sådana teatrar där de största inkomsterna gick till filmbolaget. Vissa besökare drabbades av negativt fysiska reaktioner, som svimning eller kräkning, till scener som chockade dessa. Många barn tilläts se filmen, vilket ledde till anklagelser om att klassificeringsnämnden hade tillmötesgått Warner genom att göra filmen barntillåten istället för barnförbjuden för att säkerställa den oroliga producenten en kommersiell framgång. Flera städer försökte att förbjuda den direkt eller hindra barn från att se den.
Det kulturella samtalet kring filmen hjälpte den att bli den första skräckfilmen som nominerades till Oscar för bästa film, utöver nio andra. Blatty vann Oscar för bästa manus efter förlaga, medan ljudteknikerna vann Oscar för bästa ljud. Den har haft flera uppföljare och var den mest inkomstbringande barntillåtna skräckfilmen fram till Det (2017). Exorcisten har haft ett betydande inflytande på populärkulturen och flera publikationer betraktar den som en av de största skräckfilmer som någonsin gjorts.

## Handling
Vid en arkeologisk utgrävning i norra Irak hörs adhan, det islamiska böneutropet. Den katolska prästen och arkeologen Lankester Merrin gräver fram en medaljong av Josef från Nasaret och en statyett som representerar Pazuzu, en assyrisk demon. När Merrin förbereder sig för att lämna Irak ser han en stor staty av Pazuzu, och två hundar som slåss.
I Washington, DC, stadsdelen Georgetown, deltar skådespelerskan Chris MacNeil i en film regisserad av hennes vän Burke Dennings. MacNeil hyr ett välutrustat hus med tjänare och hennes 12-åriga dotter Regan. Fader Damien Karras, en psykiater som ger råd till präster vid Georgetown University, besöker sin sjuka mor i New York. Han anförtror en kollega att han känner sig olämplig i sin roll, med hänvisning till en troskris. Chris hör ljud på vinden, som hon tror är råttor. Regan har en låtsasvän, "Captain Howdy", som hon kan kontakta via en ouija-bräda. I en lokal kyrka hittas en staty av Jungfru Maria vanhelgad.
Chris är värd för en fest. Karras vän, fader Dyer, förklarar för Chris vem Karras är och nämner att hans mamma nyligen avlidit. Dennings blir alltmer odräglig i fyllan och skickas hem. Därefter dyker Regan upp och kissar på mattan inför allihop. Efter att Chris tvättat av och nattat Regan skakar sängen våldsamt. Dyer tröstar Karras, och Karras uttrycker skuld över att inte ha varit med sin mamma när hon dog. Karras drömmer om sin mor, en Josefmedaljong och ett demoniskt ansikte.
Regan blir våldsam. Hon utsätts för flera medicinska tester som inte finner något fysiskt fel på henne. Under ett sjukbesök tar en demon över Regans kropp; den besatta Regan uppvisar onormal styrka. En natt hittar Chris huset tomt förutom en sovande Regan. Dennings hittas död vid foten av en utomhustrappa nedanför Regans fönster. Mordutredare William Kinderman söker upp Karras, som återupptagit sin träning i boxning, och informerar honom att Dennings påträffats med huvudet bakåtvänt.
Regans tillstånd förvärras när hennes kropp blir täckt av sår. En läkare nämner exorcism som ett avlägset alternativ, vilket tyder på en möjlig psykologisk fördel. Kinderman besöker Chris och förklarar att den enda troliga förklaringen till Dennings död är att han knuffades från Regans fönster. När Kinderman går penetrerar den besatta Regan sitt underliv med ett krucifix. Till Chris fasa vänder den besatta Regan huvudet bakåt och talar med Dennings röst. Regan låses in på sitt sovrum.
Chris söker upp Karras, som besöker Regan. Under två möten påstår sig den besatta Regan vara djävulen själv, kaskadkräks i Karras ansikte, talar i tungor och reagerar våldsamt när kranvatten stänks på henne, vilket Karras hade hävdat var heligt vigvatten – ett argument för äkta besatthet. Demonen säger att den kommer att förbli i Regan tills hon är död. Desperat anförtror Chris att den besatta Regan dödade Dennings. På natten kallar Chris assistent Karras till huset. De bevittnar orden "hjälp mig" materialiseras på Regans hud. Fortfarande ambivalent drar Karras slutsatsen att en exorcism är motiverad. Hans överordnade ger tillstånd på villkor att en erfaren präst leder ritualen medan Karras assisterar. Merrin, som har utfört en exorcism tidigare, tillkallas.
Merrin anländer till huset och varnar Karras för att demonen attackerar psykologiskt. När prästerna läser från den romerska ritualen förbannar demonen dem. Den fokuserar på Karras, attackerar verbalt hans förlust av tro och skuld över sin mors död. Prästerna vilar tillfälligt och en skakad Merrin tar nitroglycerin mot sin kärlkramp. Karras går in i sovrummet där demonen framträder som hans mamma. Karras visar svaghet och utropar att demonen inte är hans mamma. Merrin kör ut Karras och fortsätter exorcismen själv. Karras försäkrar Chris om att Regan inte kommer att dö och går in i rummet igen och hittar Merrin död. Rasande slår Karras den besatta Regan och kräver att demonen tar honom istället. Demonen sliter en medaljong av Josef från Karras hals och börjar besätta honom och befriar Regan. Karras kastar sig ut genom fönstret och tumlar nerför trappan utanför. Chris och Kinderman kommer in i rummet. Chris omfamnar den helade Regan, och Kinderman undersöker rummet. Utanför ger Dyer den döende Karras sista smörjelsen.
MacNeils förbereder sig för att ge sig av och fader Dyer säger adjö. Trots att hon inte har något minne av sin prövning blir Regan rörd av synen av Dyers prästkrage och kysser honom på kinden. När MacNeils åker ger Chris Dyer medaljongen som fanns i Regans rum.

### Director's cut
I slutet av nyutgåvan 2000, när Chris ger Karras medaljong till Dyer, lämnar Dyer igen den och föreslår att hon behåller den. Efter att hon och Regan kört iväg stannar Dyer upp högst upp på stentrappan innan han går iväg och stöter på Kinderman, som precis missade Chris och Regans avgång; Kinderman och Dyer inleder en begynnande vänskap.

## Rollista (i urval)
| Ellen Burstyn        | – Chris MacNeil                      |
| Max von Sydow        | – fader Lankester Merrin, exorcisten |
| Jason Miller         | – fader Damien Karras                |
| Linda Blair          | – Regan Teresa MacNeil               |
| Lee J. Cobb          | – konstapel William F. Kinderman     |
| Kitty Winn           | – Sharon Spencer                     |
| Jack MacGowran       | – Burke Dennings                     |
| William O'Malley     | – fader Joseph Dyer                  |
| Barton Heyman        | – dr. Harold E. Klein                |
| Peter Masterson      | – dr. Barringer                      |
| Rudolf Schündler     | – Karl Engstrom                      |
| Gina Petrushka       | – Willie Engstrom                    |
| Robert Symonds       | – dr. Tanney                         |
| Arthur Storch        | – psykiatern                         |
| Thomas Birmingham    | – fader Tom                          |
| Vasiliki Maliaros    | – Mary Karras, fader Karras mor      |
| Titos Vandis         | – John, fader Karras morbror         |
| John Mahon           | – Frank, chef på språklabbet         |
| Wallace Rooney       | – biskop Michael                     |
| Ron Faber            | – Chuck / Demonen (röst)             |
| Donna Mitchell       | – Mary Jo Perrin                     |
| Roy Cooper           | – dekanus                            |
| Robert Gerringer     | – senator på festen                  |
| Mercedes McCambridge | – Demonen (Lamashtu)(röst)           |

## Tillkomst

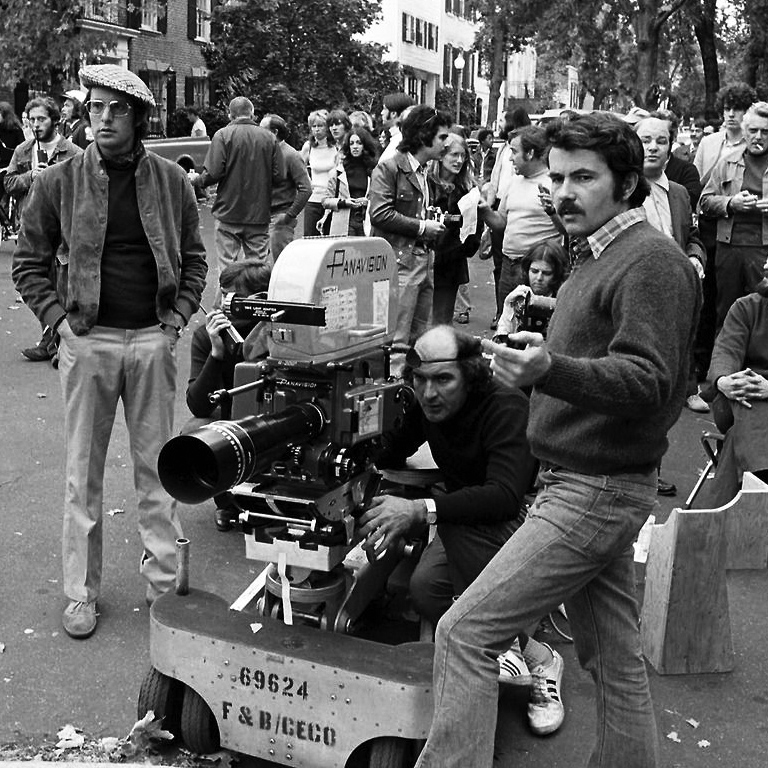
Regissören William Friedkin, fotografen Owen Roizman och producenten William Peter Blatty filmar en scen på gatorna i Georgetown.

### Bakgrund
Delar av Blattys roman inspirerades av exorcismen 1949 som utfördes på en pojke känd som "Roland Doe" eller "Robbie Mannheim" av jesuitprästen William S. Bowdern. Boken sålde dåligt tills Blatty diskuterade den på The Dick Cavett Show och fängslade publiken med diskussioner om huruvida djävulen existerade. Strax därefter låg romanen högst upp på New York Times bästsäljarlista.
Trots Blattys tidigare erfarenhet av manusskrivning i Blake Edwards filmer hade filmstudior i allmänhet varit ointresserade av att anpassa Exorcisten innan den publicerades. Lew Grade gav ett blygsamt erbjudande för de rättigheter som Blatty senare sa att han skulle ha accepterat på grund av sina svåra ekonomiska omständigheter, men kravet var att han fick producera filmen. Shirley MacLaine, en vän till Blatty, hade varit intresserad, men ville att någon annan än Blatty skulle producera. Ett senare avtal om att samproducera med Paul Monash, producenten till Butch Cassidy and the Sundance Kid, kollapsade på grund av manusskillnader och Blattys upptäckt att Monash försökte ta kontroll över filmen.

### Manusbearbetning
Blattys manus följer noga handlingen i hans roman, men begränsar berättelsens fokus. Bihandlingar som vanhelgandet av kyrkorna och det efterföljande förhållandet som utvecklas mellan Karras och Kinderman, Karras ansträngningar att övertyga kyrkans byråkrati att godkänna exorcismen och de pågående medicinska undersökningarna av Regans tillstånd, är mindre framträdande i filmen, liksom bifigurer inklusive Chris hushållspersonal, Dennings och Regans far. Den totala tidsramen är komprimerad.
Vissa scener, särskilt de med sexuellt innehåll, tonades ner för filmen eftersom en skådespelare i ungefär Regans ålder förväntades bli engagerad för rollen. Scenen där Regan onanerar med ett krucifix var i boken mer långvarig och tydlig, där Regan allvarligt skadade sig själv men ändå uppnådde orgasm. Filmen utesluter också den besatta Regans ständiga diarré, vilket ger hennes rum en stark illalukt.
Blatty gjorde också manuset entydigt angående Regans tillstånd. I hans roman uppvägs varje symtom och beteende hon uppvisar som kan tyda på innehav med en hänvisning till ett verkligt fall där samma fenomen visade sig ha naturliga, vetenskapliga orsaker. Utöver Karras inledande professionella skepsis saknas det perspektivet i filmen.
Filmen tilldelades två Oscarstatyetter; dels fick Robert Knudson och Chris Newman en statyett för bästa ljud, dels fick William Peter Blatty en för bästa filmmanus – baserad på dennes roman Exorcisten. Den nominerades även för bästa film, bästa regi, bästa kvinnliga huvudroll till Ellen Burstyn, bästa manliga biroll till Jason Miller, bästa kvinnliga biroll till Linda Blair, bästa foto, bästa scenografi och bästa klippning.

## Rollsättning
Huvudrollerna, särskilt Regan, var inte lätta att rollbesätta. Även om många av tidens stora stjärnor övervägdes, bestämde sig Blatty och Friedkin slutligen för mindre kända skådespelare till studions bestörtning.

### Chris och fader Karras

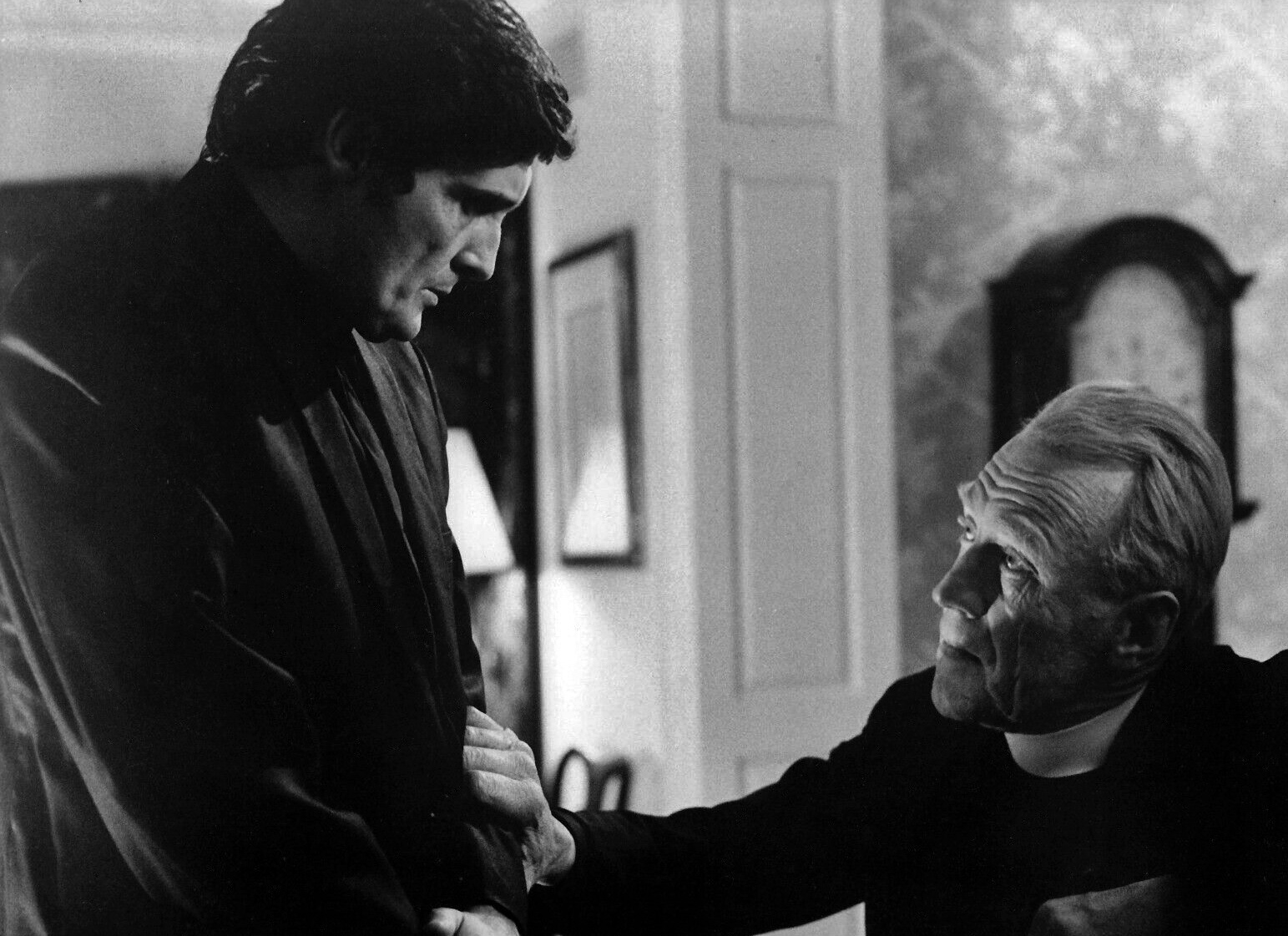
Miller och von Sydow som Karras och Merrin.

Jack Nicholson övervägdes för Karras och Paul Newman var intresserad innan Blatty anställde Stacy Keach. Tre A-listade skådespelare – Audrey Hepburn, Anne Bancroft och Jane Fonda – övervägdes för Chris men avvisade alla rollen. Friedkin avvisade också Blattys vän Shirley MacLaine eftersom hon hade spelat i The Possession of Joel Delaney, en liknande film. Efter att ha träffat Carol Burnett trodde Friedkin att hon hade spännvidden bortom sin komiska tv-personlighet. Blatty gick med på det, men studion tackade nej till henne. Ellen Burstyn fick rollen efter att hon berättade för Friedkin att hon var "förutbestämd" att spela Chris och diskuterade den katolska uppfostran som hon senare hade avvisat. Studiochefen Ted Ashley motsatte sig kraftfullt att anställa henne men gav efter då inga andra alternativ kom att dyka upp.
Friedkin hade först talat med Jason Miller, en skådespelare och dramatiker, efter att ha sett en föreställning av hans pjäs That Championship Season, och gav honom en kopia av romanen. Miller hade fått en katolsk utbildning och studerat till jesuitpräst i tre år vid Catholic University of America tills han upplevde en andlig kris som liknade Karras. När han läste romanen sa han till Friedkin "[Karras] är jag". Friedkin svarade att Keach redan hade undertecknat kontraktet, men beviljade hans begäran om en provfilmning. Under filmningen utförde Miller och Burstyn scenen där Chris informerar Karras om att hon misstänker att Regan kan vara besatt. Han filmade sedan Burstyn när hon intervjuade Miller om sitt liv och bad honom recitera mässan som för första gången. Efter att ha sett filmen nästa morgon insåg Friedkin att Millers "mörka utseende, hemsökta ögon, tysta intensitet och låga, medkännande röst" var precis vad rollen krävde. Studion löste sedan ut Keach från kontraktet.

### Regan

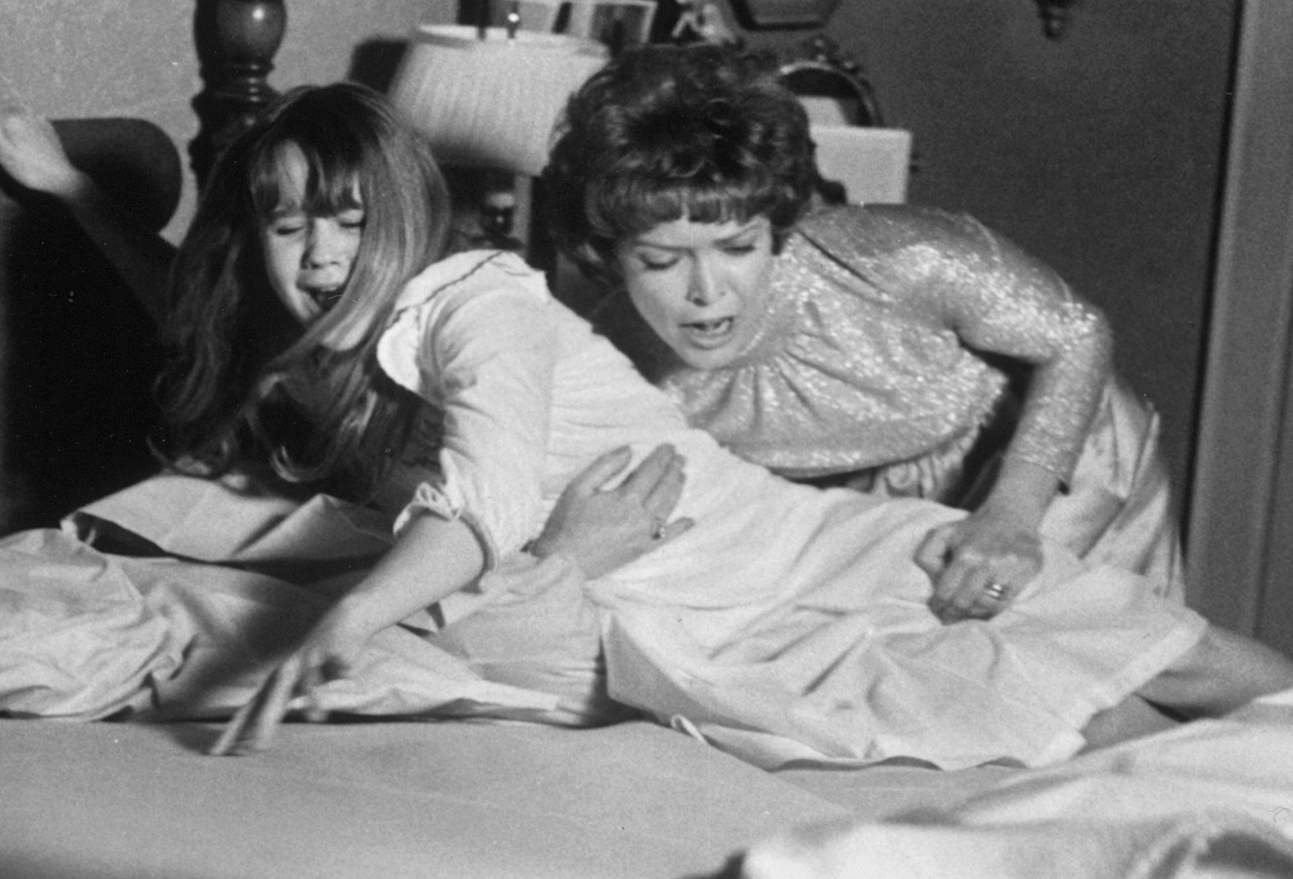
Blair och Burstyn som Regan och Chris MacNeil.

Regissörer som övervägdes för Exorcisten tvivlade på att en ung skådespelare kunde bära filmen; Mike Nichols hade tackat nej av den anledningen. De första skådespelarna som övervägdes hade förekommit i andra framgångsrika filmer och tv -serier. Pamelyn Ferdin avvisades som alltför bekant. Denise Nickerson, som hade spelat Violet Beauregarde i Willy Wonka och chokladfabriken, sa i senare intervjuer att hennes familj tyckte att manuset var för mörkt. Janet Leigh tillät inte att hennes dotter Jamie Lee Curtis fick provspela. Friedkin övervägde äldre skådespelerskor tills Elinore Blair kom in oanmäld med sin dotter Linda, vars meriter främst var inom modellyrket och en enda tvåloperaroll. Friedkin erinrade senare om henne som "[S]mart men inte brådmogen ... söt men inte vacker. En normal, glad 12-årig tjej". Han frågade om hon visste vad Exorcisten handlade om; Hon berättade att hon hade läst boken. "Det handlar om en liten flicka som blir besatt av djävulen och gör en hel massa dåliga saker." Friedkin frågade henne sedan vad hon menade. "han knuffar ut en man genom hennes sovrumsfönster och hon slår sin mamma över ansiktet och hon onanerar med ett krucifix." Friedkin frågade sedan Linda om hon visste vad onani betydde. "Det är som att runka, eller hur?", och hon fnissade lite. "Har du någonsin gjort det?" frågade han. "Visst; har inte du?" svarade hon.
Blair fick rollen efter provfilmning med Burstyn. "Efter alla dessa svåra scener skulle hon trippa runt och fnissa", mindes Blatty. Friedkin sa "det fanns inte någon annan [skådespelare] jag skulle ha övervägt". Han hade planerat att använda Blairs elektroniskt behandlade röst för Pazuzus dialog. Men i scener med prästerna saknade den den kraft som krävdes, så han valde den erfarna röstskådespelaren Mercedes McCambridge. Efter inspelningen erkände inte Warners henne förrän efter en skiljedom från Screen Actors Guild. McCambridges namn inkluderades i eftertexterna på alla utom de första 30 utgåvorna, men tvisten förhindrade utgivningen av ett soundtrackalbum med utdrag ur dialog.  Warners tvingade enligt uppgift Friedkin att använda Eileen Dietz, 15 år äldre än Blair. Dietz hoppade in för Blair i korsfästelsescenen, knytnävskampen med fader Karras och andra som var för våldsamma eller störande för Blair att utföra. Hon mindes att Friedkin inte gav henne några instruktioner och sa: "Jag spelade inte en liten flicka, jag spelade demonen som ägde en liten flicka." Dietz visas på kameran som Pazuzus ansikte. Blair, som minns att Friedkin berättade för henne att filmen inte skulle lyckas om hon inte var med i så många bilder som möjligt, uppskattar att Dietz är med i 17 sekunder av filmen. Dietz, arg över att hennes bidrag till filmen hade minimerats, hävdade i media att hon hade utfört alla besittningsscener. Warners mätte slutligen hennes skärmnärvaro till 28.25 sekunder.

### Biroller

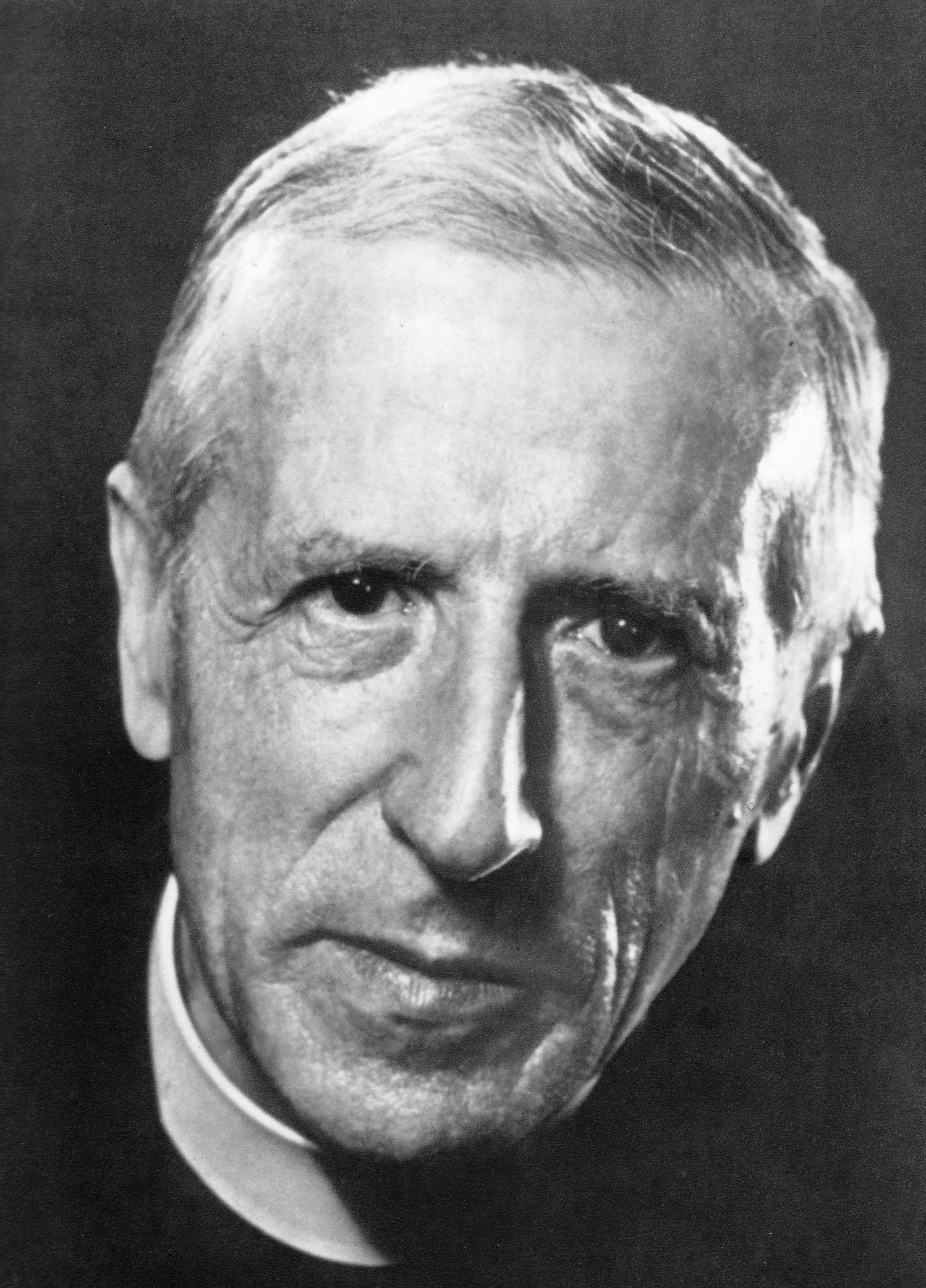
Fotografiet av Pierre Teilhard de Chardin som inspirerade Friedkin till att engagera Max von Sydow.

Warners ville ha Marlon Brando i rollen som Lankester Merrin, men Friedkin vägrade. Ett fotografi taget av Philippe Halsman föreställande Pierre Teilhard de Chardin, en av Blattys inspirationer för fader Merrin, inspirerade Friedkin att engagera Max von Sydow istället för Paul Scofield, som Blatty hade velat.
Filmens biroller sattes snabbare. Vid en pjäsföreställning stötte Blatty och Friedkin på Lee J. Cobb, som fick rollen som löjtnant Kinderman. Två präster engagerades. Fader William O'Malley, som hade blivit bekant med Blatty genom sin kritik av romanen, fick rollen som fader Dyer, som han hade ansett klichéartad i romanen. Pastor Thomas Bermingham, en professor i Georgetown som vägledde Blattys forskning om demonisk besatthet som student, tog rollen som universitetsrektorn.
Jack MacGowran fick rollen som Dennings, som tidigt i produktionen var tänkt att gå till J. Lee Thompson. Senare roller gick till Mary Boylan och pastor John Nicola, en av filmens tekniska rådgivare, i små roller. Den grekiska skådespelaren Titos Vandis, som spelade Karras farbror, täckte ansiktet med en hatt för att undvika associationer med sin roll i Woody Allen-filmen Allt du skulle vilja veta om sex, men varit för skraj att fråga om. Friedkin engagerade Vasiliki Maliaros som Karras mamma efter att ha stött på henne på en grekisk restaurang.

## Produktion

### Regi
Förutom Nichols hade Warners kontaktat Arthur Penn och Stanley Kubrick för att regissera. John Boorman, som senare regisserade uppföljaren, Exorcisten II, tackade inte bara nej till filmen utan avrådde Warners från att göra den och kallade den "negativ och destruktiv". Blatty avvisade en regissörs idé om att låta filmen utspelas i Salem, Massachusetts, eftersom han ansåg att kontrasten mellan huvudstadens världsliga natur och de övernaturliga aspekterna av handlingen var avgörande för historien. Studion anställde slutligen Mark Rydell för att regissera, men Blatty insisterade på Friedkin, som han var bekant med, eftersom han hade imponerats av The French Connection. Blatty såg Friedkin, en bekant, som "en regissör som kan skänka dokumentärens realism till denna otroliga historia, och ... aldrig kommer att ljuga för mig." Studion tvivlade tills Connection släpptes till kommersiell framgång och fick en Oscar för bästa film.
Under pressturné för Connection började Friedkin läsa ett exemplar av romanen Blatty skickade honom. Efter de första 20 sidorna avbröt han sina middagsplaner och avslutade boken och tyckte att historien var så gripande att han inte såg några problem med att bearbeta den till film. Friedkin insåg att filmen borde utvecklas långsamt där publiken såg allt som hände Regan och de misslyckade försöken att behandla hennes tillstånd. En tidig sammandrabbning under produktionen ledde till att Warners berättade för Blatty att han inte kunde vidta några åtgärder mot Friedkin. Efteråt informerade Blatty studion om att han inte längre kunde ha något ansvar för att kontrollera budgeten; medan han och Friedkin försonades översteg produktionskostnaderna snart den ursprungliga budgeten på 4,2 miljoner dollar (20,9 miljoner dollar 2021).
Friedkin manipulerade skådespelarna för att få fram äkta reaktioner. Missnöjd med O'Malleys prestation som Dyer när denne ser till den döende Karras i slutet av filmen, slog han honom hårt i ansiktet för att få fram en djupt högtidlig men bokstavligen skakad reaktion för scenen, vilket förolämpade många katolska filmarbetare. Han avfyrade också lösa skott utan varning för att framkalla chock från Miller för en tagning; Dietz minns att han också gjorde detta under scenen där Regan attackerar läkarna i huset. Friedkin berättade också för Miller att kräket, grötfärgad för att likna ärtsoppa och pumpad genom ett dolt rör, skulle träffa honom i bröstet under projektilkräkningsscenen och övade det på det sättet. Men när scenen filmades träffade soppan hans ansikte, vilket resulterade i hans äcklade reaktion.
Filmteamet tyckte att Friedkin var svår att arbeta med. På den första inspelningsdagen tog han bort en vägg för att skapa utrymme för dollyen att zooma ut från en scen med baconstekning och skickade sedan rekvisitören att leta efter konserveringsfritt bacon, som vid den tiden var svårt att hitta, eftersom han inte gillade hur den böjde sig. En annan teammedlem mindes att han återvände efter tre dagars sjukskrivning för att mötas av Friedkin som fortfarande filmade samma scen. Dietz minns att den största förseningen gällde omtagningar, även av scener som hade varit svåra att iscensätta och filma första gången, till exempel Regans sängskakning. "Folk satsade bokstavligen på vad han skulle filma om härnäst." Han avskedade också och återanställde teamet regelbundet. En teammedlem minns att han såg Friedkin vänligt skaka hand med någon för att sekunder senare säga till en andra person att "få bort den där killen", vilket gav honom smeknamnet "Wacky Willy".

### Filmfoto
Owen Roizman, fotograf på The French Connection, arbetade i denna position igen på Exorcisten. Han var ansvarig för att filma varje scen utom den irakiska prologen, som filmades av Billy Williams. Roizman och Friedkin ville att Exorcisten, liksom deras tidigare film, skulle se ut att ha spelats in i tillgängligt ljus. MacNeil-huset var, till skillnad från husinteriörer i skräckfilmer som Psycho, utformat för att se normalt och inbjudande ut, men ljussatt för att ge skenet av en olycksbådande närvaro. Roizman sade att Friedkin för övrigt krävde "fullständig realism" och "ville se bilder med glas i, speglar på väggarna och alla andra mycket reflekterande ytor som du naturligtvis skulle hitta i ett hus, vi försökte aldrig täcka över någonting, som vi normalt skulle göra för lämplighetens skull vid fotografering. " Detta innebar att köksuppsättningen, med mycket rostfritt stål och glas, var "praktiskt taget omöjlig" att ljussätta förutom de praktiska takarmaturerna och alla andra lampor de kunde klara av att smyga in och dölja. "Vi skulle gå in, slå på strömbrytaren och filma – vilket inte gav oss mycket val."

### Filmning och platser

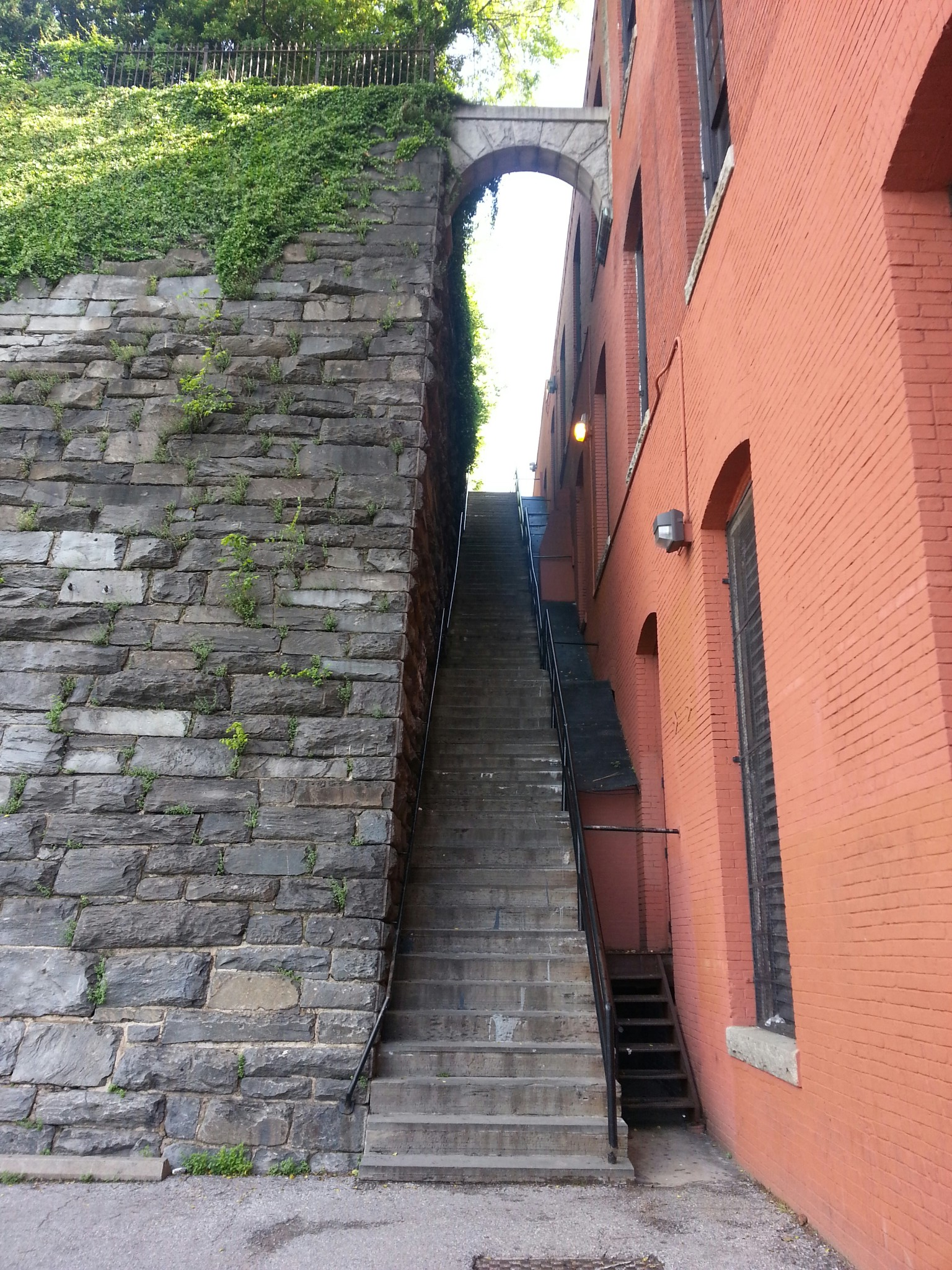
"Exorcist-trappan" sedd norrut, Georgetown, Washington, D.C.

Den huvudsakliga fotograferingen började den 14 augusti 1972. Även om filmen utspelar sig i Washington, DC, spelades många interiörscener in i New York City. MacNeil-interiören filmades på CECO Studios på Manhattan och Karras konfrontation av sin farbror spelades in på Goldwater Memorial Hospital, nu platsen för Cornell Tech, på Roosevelt Island i East River mellan Manhattan och Queens; scenerna med Karras mamma på sjukhuset filmades på Bellevue Hospital. Scenen där fader Karras lyssnar på Regans band filmades i källaren till Fordham Universitys Keating Hall, där O'Malley var biträdande professor i teologi.
Filmens öppningssekvenser filmades i och nära Mosul i Irak vid en tidpunkt då USA och Irak inte hade diplomatiska förbindelser; Warners fruktade att Friedkin och hans besättning kanske inte skulle kunna återvända. Han förhandlade fram filmarrangemang direkt med lokala tjänstemän i det styrande Baathpartiet, som krävde att han anställde lokala arbetare som medarbetare och lärde ut filmskapande till intresserade invånare. Den arkeologiska utgrävningsplatsen som visas är Hatra, sydväst om Mosul. Temperaturerna under dagarna nådde 54 °C, vilket begränsade fotograferingen till gryning och skymning.
Utsidan av MacNeil-huset var ett familjehem på 36th Street och Prospect Street i Washington. Ett mansardtak lades till med hänsyn till vindscenen. De närliggande trapporna vadderades med 13 mm gummi för Karras död. Huset var byggt en liten bit ifrån trappan, så filmteamet byggde en östlig förlängning med en falsk framsida för att låta stuntmannen som spelade Karras falla direkt ner.
Många platser i Georgetown, på och utanför campus, användes. Burstyns första scen, där hon läxar upp demonstranterna, spelades in på trappan till Healy Hall; hon ses också gå nerför trappan till Lauinger Library. Andra scener använde interiörerna i Dahlgren Chapel och universitetsrektorns kontor, som användes som ärkebiskopens kontor. En scen filmades i The Tombs, en populär lokal pub.

#### Exorcismscenerna
Exorcismscenerna var utmanande att filma. Friedkin ville att sovrummet skulle vara tillräckligt kallt för att skådespelarnas andetag skulle synas, såsom det beskrivs i romanen. Ett kylsystem för 50 000 dollar (249 000 dollar 2021) installerades för att kyla rummet till −29 °C. Eftersom den inställda belysningen värmde luften förblev den tillräckligt kall för att filma i bara tre minuter åt gången. På grund av frekventa haverier kunde endast fem tagningar slutföras varje dag; hela scenen, filmad i manusordning, tog en månad att slutföra.
Det var lättare att filma några av de andra övernaturliga scenerna, som sängen som gungade och gardinerna som blåste eftersom väggarna och taket i rummet kunde flyttas för att rymma en kamera. Efter scenen där taket spricker ersattes det med ett tak fäst vid väggarna, vilket krävde att ett hål gjordes i det för att riggen skulle gå igenom när Regan leviterar, den mest utmanande tagningen i filmen. Blair, som vägde 36 kg, bar en body under nattlinnet med tillhörande krokar.
Roizman hade filmat liknande scener tidigare och målade vajrarna för att matcha bakgrunden så att de inte skulle synas. Detta var svårt att göra i Exorcisten på grund av förändringarna i bakgrunden. "Vi var tvungna att praktiskt taget måla dem bildruta för bildruta", sa han. Medan de flesta regissörer skulle ha nöjt sig med att jämna ut scenen i efterproduktionen, ville Friedkin ha det gjort i längre tagningar.
Friedkin ville inte att några scener i filmen skulle ha "någon form av spöklika ljus som du vanligtvis såg i skräckfilmer", så allt ljus i sovrummet kommer från en synlig källa. Rummets färgschema passade för svartvit film med grå väggar, Regans sängkläder i en neutral beige och prästerna i svart. Vitt, enligt Roizman, skulle ha varit för dominerande. "Genom att tona ner allt så här blev den enda riktiga färgen i rummet hudtonerna", sa han.

#### Fader Merrins ankomstscen
Fader Merrins ankomstscen filmades på Max von Sydows första inspelningsdag. Scenen där han kliver ut ur en taxi och ställer sig framför MacNeil-huset, silhuett mot en dimmig gatlyktas sken och stirrar upp på en ljusstråle från ett sovrumsfönster, är en av de mest kända scenerna i filmen och användes för filmaffischer och reklammaterial. Den var inspirerad av René Magrittes målning Ljuset imperium från 1954. Friedkin ville visuellt framkalla det språk Blatty använde i romanen för den här scenen och liknade Merrin vid "en melankolisk resenär frusen i tiden", som står bredvid en gatlykta i dimman när han går ut från taxin.
Han gav filmteamet en hel dag för att ljussätta scenen, främst med bågljus och stativmonterade spotlights, och ökade ljusstyrkan hos de befintliga gatlyktorna. Roizman sa att detta var den svåraste av alla filmens nattliga exteriörbilder. För att få ljusstrålen som Friedkin ville ha den, var teamet tvungna att ta ur fönsterramen från fasaden som de hade fäst vid huset för filmning, lägga den bakom fönstret och sedan sätta strålkastaren mellan fönstret och ramen. När de filmade tog vinden fart vilket gjorde det svårt att hålla kvar dimeffekten. Genom att arbeta snabbt kunde han och kamerateamet få bilden och Friedkin tyckte att den första tagningen var tillfredsställande.

#### Huvudsnurringen

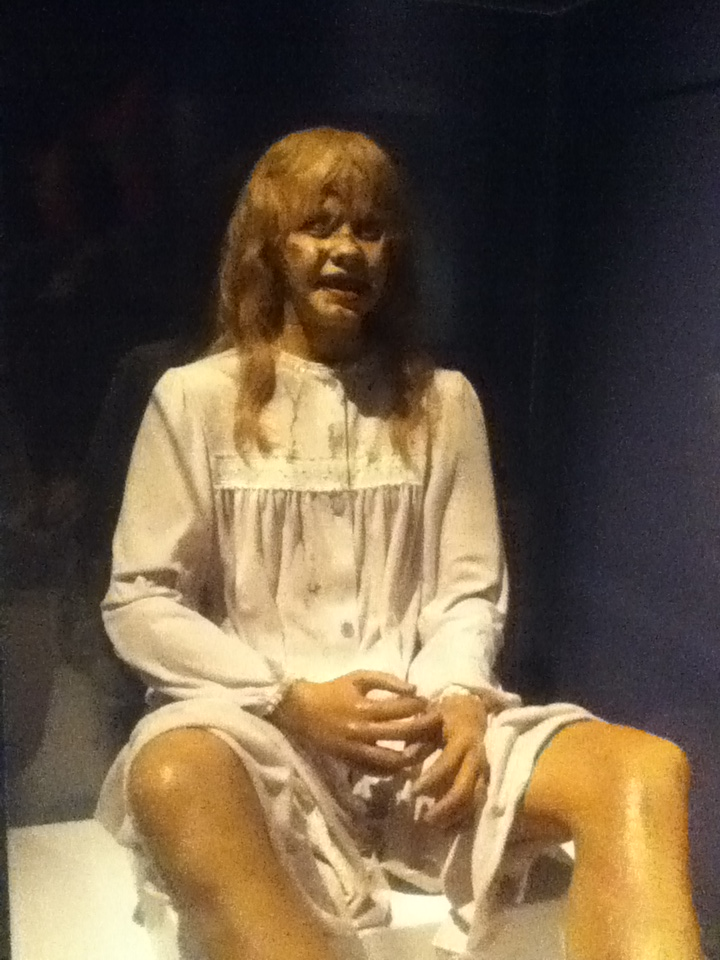
Regan-dockan.

Scenerna där den besatta Regans huvud roterar så att hon verkar titta direkt bakåt uppmärksammades av publik och kritiker. "Allt jag kan säga är att sättet du tror att jag gjorde det inte är hur vi gjorde det", sa Friedkin till Castle of Frankenstein vid tiden. Liksom filmens andra specialeffekter gjordes den live. En animerad docka i naturlig storlek av Regan byggdes.
Kritikern Mark Kermode säger att scenens inverkan beror på att publiken inte förväntade sig det så snart efter krucifixscenen. Han tror att dess återkomst under exorcismen lades till vid inspelningen eftersom den varken finns i romanen eller manuset. Blatty har argumenterat mot det och sagt till Friedkin "övernaturligt betyder inte omöjligt". Friedkin satte in en bild på Karras, vilket tyder på att scenen kan ha varit en hallucination. När publiken reagerade starkt sa Blatty att Friedkin "fick mig att framstå som en idiot igen."
Chefen för specialeffekterna, Marcel Vercoutere, byggde latexdockan med hjälp av makeupartisten Dick Smith. De testade dess realism genom att sätta den i framsätet på en taxi och när tillräckligt många tittade vrida på huvudet. Den var så realistisk att Blair kände sig obekväm i dess närvaro. De hade gett dockansiktet förmågan att röra sig och tycktes tala och lagt till en kondom så att halsen skulle bukta ut. Ett rör sattes in för simulerad andning, vilket frambringade de nödvändiga ångmolnen.

#### Krucifixscenen
Under inspelningen av scenen där den besatta Regan onanerar med ett krucifix, hade Dietz och Friedkin "en lång diskussion om rätt sätt att runka och jag visade honom varför en kvinna måste vrida handleden [mer än en man gör]." Vid den tiden sa Friedkin att scenens makt över publiken kom från dess ovanliga kombination av sex och religion. För många tittare varade det mycket längre än dess 50 sekunder. Han hade filmat mycket mer, men bestämde sig till slut för att det handlade om "hur mycket jag kunde förmå att ta med".
Kermode skrev att scenens kraft kommer från Friedkins frontalangrepp där han centrerar den på filmduken med ljus och accentuerar stötarna med ett stickande ljud. Blatty vädjade till Friedkin att sluta "förstöra filmen"; Friedkin svarade att scenen skulle bli en av filmens största dragplåster. När det visade sig att det blev så fann Blatty det "fruktansvärt deprimerande."

#### Angiografiscenen
Angiografiscenen, där en nål sprutar blod från Regans hals, orsakade publiken mest obehag, enligt Blatty som själv aldrig såg den. Även Friedkin fann att skildringen av "medicinvetenskapens inkräktan på denna lilla flickas oskuld" störde publiken mest, mer än någon av filmens scener av besatthet.
Den har kritiserats för att vara "oaptitlig", filmens "mest onödiga scen", och "upprörande". Den brittiska komikern Graeme Garden, som har en medicinsk examen, höll med om att scenen var "verkligen störande"; i sin recension för New Scientist kallade han det "oansvarigt".
Kritikern John Kenneth Muir skrev i Horror Films of the 1970s att scenen får sin kraft genom att bara visa vad som händer och inte lägga till något. "Det ser ut, låter och känns helt verkligt ... För en tid är det läkarvetenskapen som besätter Regan, inte djävulen". I en artikel från 2021 i History of the Human Sciences gör Amy C. Chambers från Manchester Metropolitan University en liknande observation.  Den finska medieprofessorn Frans Ilkka Mäyrä noterar hur vetenskapen föreslår det andliga här som "de våldsamma rörelserna och ljuden från arteriografiska maskiner når djävulska dimensioner." Kermode liknar det vid tortyr, "fruktansvärt sexuellt i sin avrättning".
Läkare har beskrivit scenen, inte i romanen men tillagd i filmen för att återspegla förändringar i teknik, som en realistisk skildring av proceduren. Det är också av historiskt intresse, eftersom radiologer alltmer använde en mer avlägsen artär istället för halspulsådern för punkteringen. Det har också beskrivits som den mest realistiska skildringen av ett medicinskt ingrepp i en populär film. I sin kommentar från 2012 till DVD-utgåvan hävdade Friedkin att scenen användes i radiologisk träningsfilm i flera år efteråt.

#### Spindelgångsscenen
Stuntkvinnan Ann Miles utförde spindelgångsscenen efter två veckors träning. Vercoutere hade designat en speciell sele, men hon behövde den inte på grund av sin gymnastiska erfarenhet på college. Friedkin klippte scenen, trots Blattys invändning, strax före premiären då han tyckte att den kom för tidigt i filmen. Huruvida scenen alls hade spelats in debatterades av fans i flera år efteråt. Friedkin förnekade att han hade gjort det tills Kermode hittade filmen i Warners arkiv i mitten av 1990-talet medan han gjorde undersökningar till sin bok om filmen. Den återställdes i 2000 års director's cut, om än med ett "lerigt, kornigt" utseende som en kritiker sa fick scenen att verka överflödig, med hjälp av en extra tagning som visar Regan med blod som flyter från hennes mun.
Miles fick inget erkännande. Webbplatser som ägnade sig åt filmen i början av 2000-talet applåderade Sylvia Hager efter återutgivningen 2000. Denna förvirring kan ha uppstått från Vercourteres webbplats, där han krediterade henne och beskrev selen han hade designat. Han sa att scenen klipptes eftersom selen inte kunde raderas i efterproduktionen. Enligt Miles kunde hennes ersättare Hager inte göra scenen ens med selen, som Vercourtere hade hoppats kunna marknadsföra efteråt. Eftersom Miles kunde göra spindelgången utan den tror hon att han lämnade henne utanför av kommersiella skäl. Miles sa 2018 att felidentifieringen kostade henne jobb efteråt eftersom vissa producenter trodde att hon felaktigt tog beröm för Hagers arbete. Sedan dess har hon erkänts ordentligt.

#### Specialeffekter
Sminkören Smith skapade några viktiga specialeffekter, särskilt för att få von Sydow att se 30 år äldre ut i närbilder på ansiktet. Många tittare insåg inte att han var sminkad alls; kritikern Pauline Kael kallade det i sin allmänt ogynnsamma recension av The New Yorker "ett av de mest övertygande åldrande jobb jag någonsin sett". Det tog fyra timmar att applicera sminket varje morgon. Friedkin spekulerade i att om det fanns en vanlig Oscar för smink, skulle Smith ha fått den.
Till utseendet på den besatta Regan hämtade Friedkin och Smith inspiration från krucifixscenen. De resonerade så att om hon hade skadat sig själv när hon onanerade med det var det troligt att hon under Pazuzus kontroll också medvetet kunde ha skadat sitt eget ansikte. "[Så vi] bestämde oss för att sminket skulle växa fram ur självförvållade sår i ansiktet som blir anfrätt av kallbrand så att det fanns en organisk anledning till förändringen i hennes ansiktsdrag, vilket säkert kan vara demonisk besatthet eller självbränning", förklarade Friedkin senare. Blair bar gröna kontaktlinser avsedda att ge hennes ögon ett bestialiskt utseende. En latexmage byggdes för scenen där orden "HJÄLP MIG" visas på den besatta Regans kropp. Bokstäverna repades in och värmdes sedan upp för att få dem att försvinna. Detta vändes i efterproduktionen så bokstäverna verkade dyka upp.

### Produktionssvårigheter och påstådd förbannelse
På grund av produktionsproblem och olyckor på inspelningen tog Exorcisten över 200 dagar att slutföra. Filmen gick 2,5 miljoner dollar (12,5 miljoner dollar i moderna dollar) över budgeten, vilket slutligen kostade studion 12 miljoner dollar (59,8 miljoner dollar i moderna dollar).
Tidigt försenades inspelningen sex veckor efter att en fågel flög in i en strömbrytare på husbygget och startade en brand som förstörde alla rum förutom Regans rum. Senare skadades ett annat scenbygge allvarligt av sprinklersystemet. Den 3,0 m höga statyn av Pazuzu skickades till Hong Kong istället för Irak, vilket orsakade en två veckors försening.
Skador på skådespelare och filmarbetare påverkade också produktionen; Burstyn och Blair fick bestående konsekvenser av ryggskador. Burstyns inträffade under scenen där den besatta Regan kastar Chris bakåt. Tagningen som används i filmen gjorde att hon inte kunde filma i två veckor och tvingades gå med kryckor under resten av inspelningen. Frakturen på hennes svanskota har orsakat henne kroniska problem på grund av otillräcklig tidig behandling.
Blair skadade nedre ryggraden efter att ha varit för löst fastspänd i den skakande sängen, en tagning som också används i den färdiga filmen. Hon utvecklade skolios: "[Det] var mycket allvarligare än jag någonsin föreställt mig och påverkade verkligen min hälsa negativt under lång tid." Hon utvecklade också en livslång motvilja mot kyla från all sin tid i det kylda sovrummet iförd endast en pyjamas och långa underkläder. En snickare skar av tummen och en ljustekniker förlorade en tå i olika olyckor.
Andra personer med anknytning till filmen och deras familjemedlemmar dog. MacGowran dog en vecka efter att ha avslutat sina scener som Dennings; Maliaros dog också, liksom hennes rollfigur, innan filmen var klar. Dödsfall i eller nära teamet inkluderade nattvakten och operatören av kylsystemet för Regans rum, samt en assisterande kameramans nyfödda barn.
Blairs farfar dog under den första produktionsveckan, och von Sydow var tvungen att återvända till Sverige efter sin första inspelningsdag efter att hans bror hade dött, vilket ytterligare försenade inspelningen. Millers son Jason Patric dog nästan när en motorcykel träffade honom. Flera år efter filmens premiär dömdes Paul Bateson, teknikern i angiografiscenen, för att ha mördat journalisten Addison Verrill; 2015 förstördes Hatra, världsarvet där prologen filmades, av IS-militanter, och har sedan 2019 varit under beskydd av Iraki State Board of Antiquities and Heritage (SBAH).
Friedkin trodde att det kunde ha varit någon övernaturlig störning. "Jag är inte omvänd till det ockulta", sa han till skräckfilmstidningen Castle of Frankenstein, "men efter allt jag har sett på den här filmen tror jag definitivt på demonisk besatthet ... Vi plågades av konstiga och olycksbådande saker från början."
"Det fanns definitivt en känsla av att något [hemskt] kunde hända", mindes Vercourtere. "Jag kände att jag lekte med något jag inte borde leka med." För att lugna teamet bad Friedkin fader Bermingham, filmens tekniska rådgivare, att utföra en exorcism på inspelningen. Bermingham välsignade istället skådespelarna och teamet och trodde att en verklig exorcism bara skulle göra skådespelarna mer orolig.
Den brittiska filmhistorikern Sarah Crowther tror att berättelser om förbannelsen spreds av Warners. "[De] spred spekulationer om förbannelsen innan filmen släpptes. Det var ett extremt hett ämne i globala medier när den kom på bio", sa hon till inews.com 2018 och liknade förbannelsen med producenten William Castles utarbetade marknadsföringsgimmicks.
Crowther tror att de flesta aspekterna av förbannelsen egentligen bara är resultatet av Friedkins drivande, obevekliga produktion. Blatty höll med och berättade för Kermode att Friedkin hade börjat "förbannelse"-historien i en intervju under produktionen där han skyllde på "djävlarna" för filmens många förseningar. "Men för Guds skull", sa Blatty, "om du filmar något i ett år kommer människor att skadas, människor kommer att dö ... Dessa saker bara händer."
Blair berättade för Kermode att historier om den förmodade förbannelsen cirkulerade eftersom tittarna "valde att se en skrämmande film, och kanske ville de tro på alla dessa rykten eftersom det hjälpte hela processen", sa hon. År 2000 skämtade Blatty att "Det finns ingen exorcistförbannelse. Jag är Exorcistens förbannelse!" på frågan om Blairs döda husmus var relaterad till den.

## Efterarbete

### Redigering
Under huvuddelen av filmingen hade den då anlitade klipparen ingen tidigare filmerfarenhet och fick inte klippa det råa materialet. Friedkin anställde tre redigerare; Jordan Leonduopoulos (rubrierad som "övervakande redigerare"), Norman Gay och Evan Lottman. En fjärde, Bud Smith, minns att Friedkin bad honom att arbeta med Exorcisten efter att filmen var klar och berättade för Smith att han skulle ha det övergripande ansvaret. Smith bad Friedkin att låta honom redigera ett större filmklipp från Irak-sekvensen och arbetade en helg för att klippa om det till en rytm baserad på ljudet av en smed som hamrar ett städ nära Merrin. Han skapade också trailern "flash face" för filmen, med ett montage av ansikten som gör en stroboskopliknande effekt till tonerna av spänd stråkmusik, vilken slutar efter nästan 90 sekunder med titeln. Friedkin sa 2018 att Warners fruktade att det skulle skrämma publiken för mycket. Han anser att det är filmens bästa trailer. Smith och de andra tre delade filmens Oscar-nominering för redigering.
Friedkins sista klippning var 140 minuter lång; han tyckte att det var perfekt men Warners insisterade på att han trimmade filmen till två timmar för att möjliggöra fler dagliga visningar. Blatty var villig att kämpa för hela filmen som den var, men trots hans invändningar klippte Friedkin bort ungefär 10–12 minuter. Några av de uteslutna scenerna var Blattys favoriter, inklusive det ursprungliga slutet, med Dyer och Kinderman som blir vänner och bestämmer sig för att gå på bio i framtiden, och en scen där Karras och Merrin tar en paus från exorcismen och diskuterar demonens motivation för att besätta Regan. Dessa scener hade varit med i romanen, och han trodde att de i filmen gjorde det tydligare i slutet att det goda hade segrat.

### Ljudeffekter
Ron Nagle, Doc Siegel, Gonzalo Gavira och Bob Fine skapade ljudeffekterna och blandade bin, hundar, hamstrar och grisar i demonens röst. Ljudet av Regans huvud som roterade gjordes genom att vrida en läderplånbok.
Friedkin var personligen involverad i den fyra månader långa ljudprocessen, den sista aspekten av filmen slutfördes strax före deadline. Jim Nelson, som Friedkin hade anlitat för att övervaka mixningen, minns att regissören var särskilt krävande och behandlade sin dåvarande flickvän, som var bland dem som hjälpte till i processen, "som en hund".

### Musik
Det som kom att anses vara filmens tema, den pianobaserade melodin som inleder Tubular Bells, debutalbumet från 1973 av den engelska progressiva rockmusikern Mike Oldfield, blev mycket populärt efter filmens släpp. Friedkin erinrade 2015 om att han hade velat ha något som Brahms "Vaggsång" med "en slags barndomskänsla". Han hade gått för att träffa Calley, som hänvisade honom till företagets närliggande musikbibliotek. Där hittade han Oldfields skiva, som Warners inte hade planerat att släppa. "Men jag lyssnade på den refrängen, och den hakade sig fast och vi köpte rättigheterna till den", sa han. "Jag tror att den sålde 10 eller 20 miljoner skivor."
Friedkin avvisade Lalo Schifrins pågåended musikarbete. Schifrin sa att efter att han hade skrivit sex minuters musik till "flash face"-trailern sa cheferna till Friedkin att de ville ha mjukare musik, men Friedkin berättade aldrig det för honom. År 2005 sa Schifrin att detta var en vedergällning för en tidigare "incident" mellan de två. Schifrin förnekar påståenden om att han använde sin ursprungliga musik till Exorcisten flera år senare för The Amityville Horror. Enligt en dokumentär från 1998 kastade Friedkin bort banden med Schifrins partitur på studioparkeringen.
I sin intervju i Castle of Frankenstein strax efter filmens släpp sa Friedkin att han hade anställt en namnlös kompositör "och han gjorde helt okej musik, och jag tyckte att det var hemskt, bara överdrivet och fruktansvärt." Han bestämde sig istället för att använda musiken han gett kompositören som inspiration. "Med andra ord, hellre än att få dålig Stravinskij-imitation, kan jag lika gärna ha den äkta varan."
Bernard Herrmann, känd för sin filmmusik i Orson Welles och Alfred Hitchcocks filmer inklusive staccato-stråkarna som åtföljde morden i Psycho, tackade nej till jobbet efter att ha sett en grov klippning. Han kände att de minimala öppningsscenerna berövade en kompositör möjligheten att skapa en musikalisk stämning med en ouvertyr. I en intervju 1975 med tidningen High Fidelity sa Herrmann att Friedkin motsatte sig hans avsikt att använda ett orgel och sa "Jag vill inte ha någon katolsk musik i min film" och insisterade på att dela musikförtjänsten.
I soundtrackanteckningarna till filmen Sorcerer från 1977 sa Friedkin att om han hade hört musiken från Tangerine Dream tidigare, skulle han ha anlitat dem att göra Exorcisten. Istället använde han moderna klassiska kompositioner, inklusive delar av cellokonsert nr 1, Polymorphia och andra stycken av den polska kompositören Krzysztof Penderecki, Fem orkesterstycken av den österrikiska kompositören Anton Webern samt en del originalmusik av Jack Nitzsche, alla hörda endast under scenövergångar. 2000 års version innehåller ny musik av Steve Boeddeker, samt korta musikstycken av Les Baxter.
Det finns 17 minuters musik i en film som är cirka två timmar lång. "Vad jag ville ha", sa Friedkin, "vad jag tror att vi har i filmen, är diskret musik. Musiken är bara en närvaro som en kall hand på nacken, snarare än bestämd." I sin ambivalenta recension av filmen berömde kritikern Judith Crist filmens "sparsamma och äventyrliga" användning av musik.
Den grekiska sången på radion när fader Karras lämnar sin mors hus är "Paramythaki mou" (Min berättelse), sjungen av Giannis Kalatzis. En del av Hans Werner Henzes komposition Fantasia für Streicher från 1966 spelas under eftertexterna.

## Premiär
Warners planerade att släppa Exorcisten på annandag jul 1973. Det hade planerats för en tidigare release, men sköts upp på grund av förseningar i efterproduktionen.
Friedkin blev arg över detta och trodde att det skadade filmen kommersiellt. Han hade velat ha en premiär före helgen, eller under den, vilket var vanligare vid den tiden på året; det har spekulerats i att Warners ville undvika alla kontroverser som kunde uppstå från att släppa en film om demonisk besatthet före en stor religiös helgdag (Crowther tror omvänt att studion valde jul för att underblåsa kontroverser kring filmen). Friedkin hade förmodligen sett vad Paramount Pictures hade åstadkommit för att göra Gudfadern till en skenande framgång efter dess oroliga produktion. Han hade velat att Warners hade valt ett mer lämpligt premiärdatum, till exempel i mars som Gudfadern.
Premiären efter julhelgen bidrog till att hjälpa Exorcisten att sälja biljetter, eftersom de flesta biobesökare var lediga. Det är den näst mest inkomstbringande julveckepremiären genom tiderna efter 1997 års Titanic. Den har också överträffat Gudfadern. Exorcistens första körperiod varade i 105 veckor, eller drygt två år.
1979 återutgavs filmen i 70 mm, med sitt ursprungliga bildförhållande på 1,75:1 utökat till 2,20:1. En längre klippning, "The Version You've Never Seen", (senare omdöpt till "Extended Director's Cut") släpptes på bio 2000 med tillägg och ändringar.

### Biljettsuccé
Eftersom det var en skräckfilm som hade gått långt över budget och utan några stora stjärnor hade Warner låga förväntningar på Exorcisten. Filmen förhandsgranskades inte av kritiker och den första premiären visades på 30 filmdukar i 24 salonger, mestadels i 21 stora städer och storstadsområden. Filmen tjänade in 1,9 miljoner dollar (8,98 miljoner dollar i dagens dollar) under sin första vecka och slog rekord i varje biograf med i genomsnitt 70 000 dollar, motsvarande 300 000 dollar i moderna biljettpriser.
Inom den första månaden hade den tjänat in 7,4 miljoner dollar (32,1 miljoner dollar i dagens dollar) rikstäckande; Warners chefer förväntade sig att den skulle överträffa My Fair Lady som studions mest ekonomiskt framgångsrika film. Det enorma publiktrycket tvingade studion att expandera till 366 nya biografer. Vid den tiden hade den nya strategin sällan använts för något annat än exploateringsfilmer. Många teatrar i de stora städerna låg inte nära centrum, där Warners hade bokat Magnum Force, Dirty Harry-uppföljaren, innan de planerade släppet av Exorcisten. I februari stod Exorcisten för 15 procent av Warners brutto på nyckelmarknader.
Ingen av teatrarna låg i afroamerikanska stadsdelar som South Los Angeles eftersom studion inte förväntade sig att den publiken skulle vara intresserad av filmen, som inte hade några afroamerikanska rollfigurer. Men efter att biografen i det övervägande vita Westwood visade filmen blev de överväldigade av alla biobesökare som kom från South Central och filmen bokades in på teatrar där. Afroamerikanernas entusiasm för Exorcisten har tillskrivits med deras sviktande stöd för blaxploitation-filmer, eftersom Hollywood insåg att afroamerikansk publik inte hade någon preferens för dem.
New York Times rapporterade att publiken som köade för att se filmen var mellan en fjärdedel och en tredjedel färgad på en biograf på den mestadels vita Upper East Side på Manhattan som visade filmen i slutet av januari. En mörkhyad biobesökare svarade på frågan varför det kan vara att de "relaterar till voodoo och trolldom och den typen av djävulsgrejer ... Många tror fortfarande på svart magi, särskilt de från Haiti och den djupa södern."

### Kritiken
I The New Republic skrev Stanley Kauffmann: "Det här är den läskigaste filmen jag har sett på flera år – den enda läskiga filmen jag har sett på flera år". Arthur D. Murphy från Variety noterade att det var "en expert som berättade en övernaturlig skräckhistoria". I skräckfilmtidningen Castle of Frankenstein kallade Joe Dante, senare regissör för Piraya och The Howling, det för "en fantastisk film, och en som är avsedd att bli åtminstone en skräckklassiker ... Det har aldrig funnits något liknande på skärmen förut".
Roger Ebert från Chicago Sun-Times gav filmen fyra stjärnor och berömde skådespelarna (särskilt Burstyn) och specialeffekterna, men avslutade: "Jag är inte säker på exakt vilka skäl folk kommer att ha för att se den här filmen; säkert kommer njutning inte att vara ett ... Är människor så avtrubbade att de behöver filmer av denna intensitet för att känna någonting alls?"
I mitten av kritiken befann sig Judith Crist. I hennes recension i tidskriften New York kallade hon filmen "halvt framgångsrik". Hon berömde Friedkins regi, dess "to-the-point-föreställningar", specialeffekterna och sminket. Men hon ansåg att Blatty hade utelämnat vad som fick läsarna att känna för karaktärer i romanen; han var kanske också begränsad eftersom filmen inte kunde lämna saker åt fantasin som hans bok hade gjort.
Kael kallade filmen "ytlighet som ber om att bli tagen på allvar" och ansåg att filmens största problem var att vara romanen för trogen som Blatty hade tänkt sig. Vincent Canby, som skrev i The New York Times, avfärdade Exorcisten som "en samling elegant ockultistiska klyschor ... en praktiskt taget omöjlig film att titta igenom ... etablerande ett nytt lågvattenmärke för groteska specialeffekter." Andrew Sarris från The Village Voice klagade över att "Friedkins största svaghet är hans oförmåga att ge tillräckligt med visuell information om sina rollfigurer... Exorcisten lyckas på ett plan vara en effektivt olidlig underhållning, men på en annan, djupare nivå är det en alltigenom ondskefull film". Jon Landau i Rolling Stone kallade Exorcisten "inget annat än en religiös porrfilm, den pråligaste smörja på denna sida av Cecil B. DeMille." Film Quarterlys Michael Dempsey kallade Exorcisten "1973 års papperskorg, den estetiska motsvarigheten till att bli överkörd av en lastbil ... en glädjande, ful exploateringsfilm." San Francisco Bay Guardians recensent kallade den "helt enkelt den dummaste och mest förolämpande antiintellektuella film jag någonsin har stött på".
Utöver de publikreaktioner som populärpressen rapporterade skrevs det om en uppenbar religiös och specifikt katolsk moralisk upprördhet, men den officiella katolska reaktionen på filmen var dock inte så reaktionär som pressen hävdade. United States Conference of Catholic Bishops filmkommunikation (USCCB-OFB) fördömde officiellt och offentligt filmen som olämplig för en bred publik, men recensioner som producerats för ämbetet av präster och lekmannakatoliker och korrespondens mellan Vatikanen och USCCB-OFB visar att kyrkan åtminstone teoretiskt tolkade filmen som ett positivt svar på trons kraft (när den kliniska och barbariska vetenskapen misslyckas räddar tron och ritualen det besatta barnet Reagan MacNeil från hennes demon). Rapporterna om katolsk upprördhet var snarare en strategi för att marknadsföra Exorcisten än en korrekt återspegling av den katolska kyrkans religiösa samfund och medicinsk personal.

### Publikreaktioner
| ” | Den 26 december hade filmen Exorcisten premiär på biografer över hela landet och sedan dess har helvetet brutit lös.. | „ |

-2 februari 1974, citerad i Shock Value av Jason Zinoman.
Publiken skrek och sprang ut ur teatern under den enda förhandsvisningen. När det var över förblev Calley och de andra cheferna sittande på sina platser, chockade. "Vad i helvete var det vi precis såg?" Frågade Calley. De tyckte att filmen var lysande, men visste inte hur de skulle marknadsföra den och bestämde sig för den begränsade tidiga utgåvan efter jul. Burstyn mindes att hon tittade på TV denna morgon filmen visades och såg besökare i Montreal ställa sig i kö klockan 4 på morgonen i kallt väder. "Jag tänkte, hur kan en film ha den typen av inverkan innan den ens haft premiär? Jag kunde bara inte tro det."
Trots de blandade recensionerna och kontroverserna om filmens innehåll och tittarnas reaktion blev Exorcisten en enorm framgång. I New York City, där den först gick på några biografer, uthärdade besökare (många som redan sett filmen) −14 °C kyla, regn och slask och väntade i timmar i långa rader under en vanligtvis dålig filmtid på året för att köpa biljetter. Folkmassor som samlades utanför biografer gjorde ibland upplopp, och polis måste tillkallas inte bara i New York utan Kansas City.

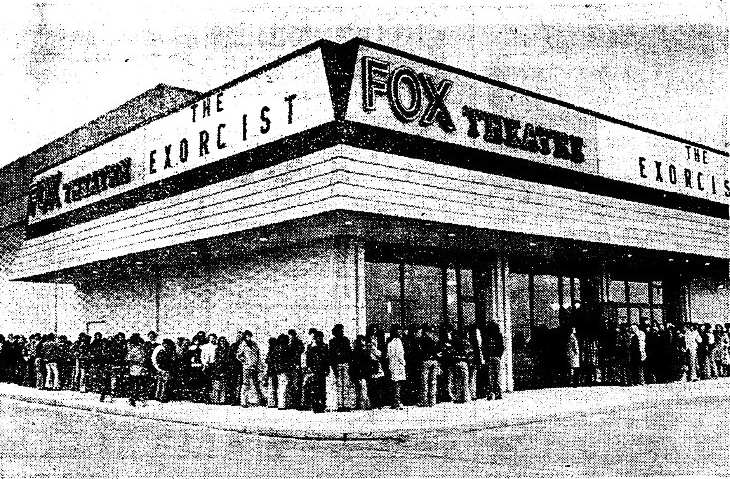
En kö av besökare till Exorcisten i Omaha, Nebraska efter premiären där.

The New York Times frågade några av dem som stod i kö vad som drog dem dit. De som hade läst romanen stod för ungefär en tredjedel; de ville se om filmen realistiskt kunde skildra några av scenerna i boken. En annan sa: "Vi är här för att vi är galna och för att vi ville vara en del av galenskapen". En återkommande besökare berättade för tidningen att det var den bästa skräckfilmen han hade sett på årtionden, "mycket bättre än Psycho. Du känner dig förorenad när du lämnar teatern. Det finns något som är omöjligt att radera". Många gjorde en poäng av att säga att de antingen aldrig hade stått i kö så länge för en film tidigare, eller inte på länge. "Det gör filmen bättre", sa William Hurt, då dramastudent vid Juilliard School, om upplevelsen. "Ju mer du betalar för något, desto mer är det värt."
Rapporter om starka publikreaktioner var utbredda. Många tittare svimmade; en kvinna i London enligt uppgift innan filmen började. En kvinna i New York sägs ha fått missfall under en visning. En man stod ut endast 20 minuter innan han var tvungen att bäras ut på en bår.
Illamående var vanligt förekommande. "Vi har en rörmokare som praktiskt taget bor här nu", sa chefen för Torontos universitetsteater på Bloor Street, som då sålde ut sina 1 440 platser fyra gånger om dagen. "Lukten i badrummen är hemsk. Folk rusar in och de missar toalettsitsen med några centimeter." Besökarna verkade vara särskilt störda av krucifixscenerna; teatern rapporterade att den sålde slut sitt utbud av luktsalter. Många kunder lämnade före slutet eller väntade på sina följeslagare i lobbyn; lukten av marijuanarök var vanlig. En besökare erinrade om hur kräkningen i badrummet blockerade tillgången till handfaten. Vissa teatrar sägs ha tillhandahållit "Exorcisten-kräkpåsar". Även om det inte finns några samtida rapporter om att tillhandahålla sådana påsar avbildade Mad Magazine en på omslaget till sitt oktobernummer 1974 som inkluderade dess parodi på filmen.
Vissa teatrar ordnade ambulanser att vara i beredskap; Torontos universitet sa att det hade krävts fyra en natt. Vissa beökare hittades gömda efter visningar. Många i publiken tyckte att angiografin var filmens mest oroande scen. Friedkin spekulerar i att det är lättare att känna empati med Regan i den scenen, jämfört med hur hon lider medan hon är besatt senare i filmen.
Vissa katolska tittare, särskilt de som hade förfallit i sin tro, upplevde andliga kriser som krävde prästerlig uppmärksamhet. En man i Denver gick ut från en visning till den närliggande "Cathedral Basilica of the Immaculate Conception" halvnaken. Det krävdes två präster, flera skötare och polis för att lugna honom. En tonårsflicka i New Jersey stannade uppe hela natten med sina föräldrar och bad rosenkransen, vilket krävde en prästs försäkran för att sova. Även vissa präster själva hade liknande problem. Många församlingar rapporterade uppringare som trodde att de eller en närstående var besatt och bad om en exorcism. Pastor Richard Woods, professor vid Loyola i Chicago, sa att de flesta samtal han fick var från förfallna katoliker för vilka filmen återväckte deras religiösa utbildning före Andra Vatikankonciliet. "Det rör upp minnen av alla dessa beskrivningar av helvetet som du fick från nunnor", sa han.
År 1975 publicerade Journal of Nervous and Mental Disease en artikel av en psykiater som dokumenterade fyra fall av "filmisk neuros" vilka utlöstes av filmen. Sammantaget trodde han att neurosen hade varit latent och dök upp från scenerna som skildrade Regans besatthet. Han rekommenderade att behandlande läkare tittar på filmen med sin patient för att hjälpa dem att identifiera källorna till deras trauma.
Andra orsaker föreslogs utanför det psykiatriska sammanhanget. En författare på Castle of Frankenstein noterade Friedkins stolthet över filmens ljud, som teatrar spelade med maximal volym, och undrade om några av de låga frekvenserna hade framkallat eller förstärkt besökarnas ångest. En annan författare där skyllde reaktionerna på den vanliga publikens allmänna okunnighet om skräckfilmkonventioner. "Vi har alla utan tvekan hört talas om människor som stod i kö i fyra timmar för att se den här filmen, sedan kastade de upp mitt i filmen och gick ut", skrev han. "Jag kan inte säga säkert, men min gissning är att dessa människor inte hade gått och sett en monsterfilm sedan 1935."
"Exorcisten ... var en av de sällsynta skräckfilmer som blev en del av det nationella samtalet", skrev Jason Zinoman fyra decennier senare: "Det var en film du behövde ha en åsikt om". Tre separata produktionshistorier publicerades. Journalister klagade på att täckningen av filmen distraherade allmänheten från den pågående Watergateaffären. Mycket av den täckningen fokuserade på publiken som, skrev filmhistorikern William Paul, "hade blivit ett skådespel lika väl som filmen". Han citerade en skämtteckning från Associated Press där ett par som försökte köpa biljetter fick höra att medan själva filmen är slutsåld, "säljer vi biljetter till lobbyn för att titta på publiken." Han trodde inte att någon annan films publik fick så mycket mediatäckning som Exorcisten.